# 細井広沢

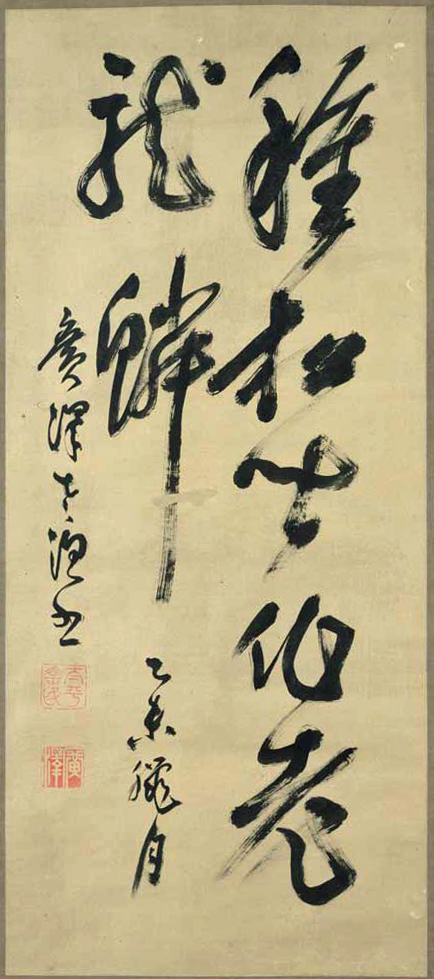
七言律詩 正徳5年 東京国立博物館

細井 広沢 （ほそい こうたく、万治元年10月8日（1658年11月3日） - 享保20年12月23日（1736年2月4日））は、江戸時代中期の儒学者・書家・篆刻家。名は知慎（ともちか）、字は公謹。通称は二郎太夫（じろうだゆう）。広沢は号。別号に玉川、室号に思胎斎・蕉林庵・奇勝堂などがある。

## 略伝
万治元年（1658年）10月8日に遠江国掛川において細井玄佐知治（松平信之の家臣）の次男として生まれた。母は山本氏。
父は主君である松平日向守が移封された播州明石に従い、父が江戸詰めになった後、寛文12年（1672年）から朱子学を坂井漸軒に学び、延宝5年（1677年）から書道を北島雪山・都筑道乙に学んだ。ほかにも兵学・歌道・天文・算数などあらゆる知識に通じ、博学をもって元禄前期に柳沢吉保に200石で召抱えられた。また剣術を堀内正春に学び、この堀内道場で師範代の赤穂浪士の堀部武庸と親しくなった。
赤穂事件でも堀部武庸を通じて赤穂浪士に協力し、討ち入り口述書の添削をおこない、また『堀部安兵衛日記』の編纂を託された。吉良邸討ち入り計画にかなり深い協力をしており、武庸からの信頼の厚さが窺える。
この事件の間の元禄15年（1702年）に柳沢家を放逐された。広沢が幕府側用人松平輝貞（高崎藩主）と揉め事を抱えていた友人の弁護のために代わりに抗議した結果、輝貞の不興を買い、広沢を放逐せよとしつこく柳沢家に圧力をかけるようになり、吉保がこの圧力に屈したというのが放逐の原因である。しかし、吉保は広沢の学識を惜しんで、浪人後も広沢に毎年50両を送ってその後も関係も持ち続けたといわれる。
享保20年（1735年）12月23日に死去。著書に『国字国訓弁』『紫微字様』がある。
明治30年（1897年）、従四位を追贈された。

## 書・篆刻
広沢は書道に多大な貢献をしている。書に関する著述には『観鵞百譚』『紫微字様』『撥蹬真詮』など多数。筆譜に『思胎斎管城二譜』がある。
また日本篆刻の先駆とされる初期江戸派のひとりである。蘭谷元定や松浦静軒などに学び、明の唐寅や一元に師法し、羅公権の『秋間戯銕』などから独学した。また榊原篁洲や池永一峰・今井順斎らとの交流で互いに研鑽した。とりわけ池永一峰とともに正しい篆文の形を世に知らしめようと『篆体異同歌』を著した。また法帖の拓打について新しく正面刷りの方法を考案して『太極帖』を刻している。広沢と子の細井九皋の印を集めた印譜『奇勝堂印譜』があり日本における文人篆刻の嚆矢とされている。
門弟に関思恭・柳沢淇園などがいる。
墓所は東京都世田谷区等々力の満願寺にある。この寺に広沢の自刻印が二十数顆伝わっている。

## 測量
測量家としては紅毛流測量術の一派とされる山崎流に属しており、測量術をまとめた『秘伝地域図法大全書』を1717年に著している。玄黄儀を使う測量を説明し、この資料には円周を360度に分ける度の方法を読み取れる。

## 演じた人物
- 原保美ー　大忠臣蔵 (1971年のテレビドラマ)
- 久米明ー　NHK大河ドラマ「元禄太平記」（1975年）